# Harold St. John
Harold St. John (1892 - 1991) fue un botánico y profesor estadounidense.
Asiste a la Harvard University, graduándose en 1914. Recién graduado, trabaja en el Servicio Estatal canadiense en Botánica; luego se enrola y sirve en la Armada de EE. UU. hasta 1920, cuando recibe su Ph.D. de Harvard, y acepta un cargo docente en el "State College of Washington", hoy Washington State University.
St. John había sido alumno de Merritt L. Fernald y de Benjamin L. Robinson, los sucesores del profesor Asa Gray en Harvard y líderes de la "Escuela International Rule" entre botánicos de EE. UU. Puso énfasis en la botánica práctica de campo. Sin sorprender, pasó a tener una considerable asociación con Wilhelm Suksdorf, de quien escribió una biografía. Con él y otros botánicos de Washington, planearon revisar el estado de situación de la flora del Estado, de principios de los 1920s. Originalmente se pensó en producir una edición actualizada de la "Flora del Sudeste de Washington" de Piper y de Beattie. Piper se ocupaba de tales planes, pero no tardaría en fallecer (en 1926). St. John siguió trabajando en dicho proyecto, hacia una nueva obra que aparecería en 1936, cuando St. John se muda debido a aceptar un cargo en la University of Hawaii.
La Flora of Southeast Washington de 1936, rápidamente progresa y será una guía de campo y de herbario para la vegetación del noroeste, y apareció una posterior edición de amplio éxito a mitad de los 1970s. La guía se caracterizó por un uso rígido de los "International Rule". También contiene muchas referencias a lo regional y a las variaciones ecológicas entre especies, ampliando a las anteriores ocupaciones de tales textos, hacia la Ecología y la Genética.
Como con Rolla Kent Beattie, St. John se vio como el sucesor de C. V. Piper, aunque tomó la dirección contraria a Beattie en la disputa de nomenclatura. Consecuentemente resultó más descriptor de una guía de la flora que lo hecho por Beattie que esencialmente fue un botánico historiador. Como el sucesor de Piper, St. John fue exitoso, y su falla ocurrió al inspirar hacia una segunda generación para la Flora del Oeste de Washington y no logró inducir a nadie para hacerlo.
En 1929, se trasladó a trabajar a la "University of Hawaiʻi", donde ocupó la cátedra del departamento de Botánica (1929–1940, 1943–1954), así como la dirección del Lyon Arboretum de la universidad. El edificio del "St. John Plant Science Laboratory building" en el campus de Mānoa, que alberga el departamento de Botánica, está nombrado en su honor.
St. John permaneció en la Universidad de Hawái hasta su retiro en 1958.

## Algunas publicaciones
- 1922. A botanical exploration of the north shore of the gulf of St. Lawrence: Including an annotated list of the species of vascular plants. Canada. Victoria Memorial Museum. Memoir 126. Biol. ser. 130 pp.
- 1925. Preliminary list of the plants of the Kaniksu National Forest, Idaho & Washington. 36 pp.
- 1929. Notes on northwestern ferns. Ed. Am. Fern Soc.
- 1929. Plants of the headwaters of the St. John River, Maine. Ed. State College of Washington
- 1929. New and noteworthy northwestern plants. Ed. State College of Washington
- 1929. Flora of Mount Baker. Ed. Mazama
- 1933. Lysimachia, Labordia, Scaevla, & Pluchea (Hawaiian plant studies). Ed. The Museum. 10 pp.
- 1935. Additions to the flora of Midway Islands (Hawaiian poant studies). Ed. The Museum. 4 pp.
- 1936. A revision of the Hawaiian species of Labordia described by H. Baillon. Ed. The Museum. 11 pp.
- 1936. Transfer of the Papuan Gouldia to the genus Psychotria. Ed. BP Bishop Museum. 4 pp.
- 1937. Flora of southeastern Washington & of adjacent Idaho. Ed. Students book corp.
- 1937. A pilgrimage to the home of Linnaeus. 2ª Unit of the Lake Washington Garden Club
- 1937. Vegetation of Flint Island, Central Pacific. Ed. BP Bishop Museum. 4 pp.
- 1938. Identification of Hawaiian plants: A key to the families of dicotyledons of the Hawaiian Islands, descriptions of the families, & list of genera. Ed University of Hawaii. 53 pp.
- 1939. New Hawaiian species of Clermontia,: Including a revision of the Clermontia grandiflora group (Hawaiian plant studies). Ed. BP Bishop Museum. 19 pp.
- 1942. New combinations in the Gleicheniaceae & in Styphelia (Epacridaceae). Ed. BP Bishop Museum, Honolulu, Hawaii
- 1944. Trees & Flowers of the Hawaiian Islands [o Rainbow Tints Reflected in the Flowers of the Hawaiian islands]. Ed. Outdoor Circle of Hawaii
- 1947. A new species of Carex (Cyperaceae) from Fiji (His Pacific plant studies). Ed. University of Hawaii Press. 118 pp.
- 1956. A translation of the keys in the Flora micronesica (1933) of Ryozo Kanehira
- 1958. Nomenclature of Plants: A Text for the Application By the Case Method of the International Code of Botanical Nomenclature. Ed. The Ronald Press Co.
- 1973. List & Summary of the Flowering Plants in the Hawaiian Islands. Pacific Tropical Botanical Garden Memoir Nº 1. Ed. Pacific Trop. Bot. Garden
- 1974. The vascular flora of Fanning Island, Line Islands, Pacific Ocean. Ed. University of Hawaii Press
- 1975. More Variants of Scaevola Taccada (Goodeniaceae) Hawaiian Plant Studies 43. Proc. Biol. Soc. Washington, 88: 8: 73-76
- 1978. St. John's Hawaiian plant novelties since 1972 Newsletter. Ed. Hawaiian Bot. Soc.
- 1979. Botanical studies by Harold St. John (Pacific science). Ed. University Press of Hawaii

### Libros
- Wichman, JR; H St.John. 1994. A Chronicle and Flora of Niihau. Ed. National Tropical Bot. Garden. 157 pp. ISBN 0-915809-14-1

- 1973. List & summary of the flowering plants in the Hawaiian Islands (Pacific Tropical Botanical Garden. Memoir) Ed. Pacific Trop. Bot. Garden. 1ª ed. 519 pp.

- 1966. Monograph of Cyrtandra (Gesneriaceae) on Oahu, Hawaiian Islands. Ed. BP Bishop Museum bull. 465 pp.

- 1963. Flora of Southeastern Washington: & of adjacent Idaho. Ed. Outdoor Pictures; 3ª ed. 583 pp.

- 1955. New species of Cyrtandra (Gesneriaceae) from the Austral Islands (Pacific plant studies). Ed. Bernice P. Bishop Museum. 283 pp.

- 1946. Endemism in the Hawiian flora,: & a revision of the Hawaiian species of Gunnera (Haloragidaceae). Proc. California Acad. Sci. 4ª serie. 418 pp.

- La abreviatura «H.St.John» se emplea para indicar a Harold St. John como autoridad en la descripción y clasificación científica de los vegetales.[3]